# José Sarney
José Sarney, geboren José Ribamar Ferreira de Araújo Costa (Pinheiro (Maranhão), 24 april 1930) is een Braziliaanse politicus.
Hij studeerde rechten aan de Federale Universiteit van Maranhão, waar hij in 1953 afstudeerde en werkte daarna enige tijd als journalist. Als lid van de ARENA-partij werd hij in 1965 gekozen tot gouverneur van Maranhão. In 1970 werd Sarney senator voor de PDS en tot 1984 was hij fractievoorzitter van die partij. Daarna trad hij uit de partij en richtte samen met andere PDS-leden de Partij van het Liberale Front op.
Als kandidaat voor het vicepresidentschap werd hij in 1985 samen met Tancredo Neves gekozen. Wegens het overlijden van Neves volgde Sarney in hetzelfde jaar João Figueiredo op, waarmee een einde kwam aan de militaire dictatuur in Brazilië. Tijdens het eerste jaar van zijn presidentschap gaf hij de eerste aanzet tot de vorming van Mercosur door een overeenkomst voor de totstandkoming van een douane-unie te sluiten met de Argentijnse president Alfonsín. Daarentegen bracht zijn economische plan ter beteugeling van de hyperinflatie niet het gewenste resultaat. De periode van hoge inflatie kwam pas in 1994 tot een einde. Dientengevolge werd hij na het einde van zijn ambtstermijn opgevolgd door de populist Fernando Collor de Mello.
Deodoro da Fonseca ·
Peixoto ·
Morais ·
Campos Sales ·
Alves ·
Pena ·
Peçanha ·
Fonseca ·
Brás ·
Alves ·
Moreira ·
Pessoa ·
Bernardes ·
Luís ·
Prestes ·
(Junta van 1930) ·
Vargas ·
Linhares ·
Gaspar Dutra ·
Vargas ·
Café Filho ·
Luz ·
Ramos ·
Kubitschek ·
Quadros ·
Ranieri Mazzilli ·
Goulart ·
Ranieri Mazzilli ·
Castelo Branco ·
Costa e Silva ·
(Junta van 1969) ·
Garrastazu Médici ·
Geisel ·
Figueiredo ·
Neves ·
Sarney ·
Collor ·
Franco ·
Cardoso ·
Lula da Silva ·
Rousseff ·
Temer ·
Bolsonaro ·
Lula da Silva
- Bibliothèque nationale de France: cb12076172g (data)
- Gemeinsame Normdatei: 111570255
- International Standard Name Identifier: 0000 0001 2140 9735
- Library of Congress Control Number: n83073438
- Nationale Bibliotheek van Israël: 987007453419405171
- Nationale Bibliotheek van Polen: a0000001209568
- Nederlandse Thesaurus van Auteursnamen: 073315257
- Système universitaire de documentation: 029055806
- Virtual International Authority File: 79056541
- WorldCat: E39PBJvRXQxdqYGd9bcpP8Tj4q